# Telebasis carmesina
Telebasis carmesina är en trollsländeart som beskrevs av Philip Powell Calvert 1909. Telebasis carmesina ingår i släktet Telebasis och familjen dammflicksländor. IUCN kategoriserar arten globalt som livskraftig. Inga underarter finns listade i Catalogue of Life.